# Вромос рейсинг
Вижте пояснителната страница за други значения на Вромос.
Вромос Рейсинг е спортен клуб от Бургас, България.
Участва в състезания по автомобилизъм, организирани от Българската федерация по автомобилен спорт (БФАС), а от 2018 година и от Българската федерация по мотоциклетизъм (БФМ). Той е сред най-големите и стари автомобилни сдружения в страната. Носи името на морския залив Вромос край Бургас.

## История
Историята на клуба започва през 1977 година, когато все още юредически погледнато е бил част от отбора на СБА Бургас. През 1977 година Кирил Петров и навигаторът му Кирчо Михалев управляват автомобил Москвич 408 в окръжния рали шампионат. Техни съотборници по това време са Павел Петров – пилот и Димитър Димитров навигатор, които разполагат с по-новата версия на руската машина – Москвич 412.
В годините, Кирил Петров и колегите му взимат участие и в други автомобилни дисциплини. През 1982 година, екипажа Кирил Петров и Павел Петров дебютират в републиканския приложен шампионат с Трабант 601. През 1986 същите се качват, в друг соц. автомобил, произвеждан в ГДР – Вартбург 353. С него екипажът става вицешампион в приложните ралита още същата година.
През следващата 1987 година, същият екипаж участва в националния пистов и планински шампионат с ВАЗ 2101. През 1994 и 1995 година Петров старши и навигаторът му участват и в националния рали шампионат на България.
След идването на демокрацията в автомобилния спорт настъпват сериозни сътресения. За кратко време изгражданите с години държавни тимове се преобразуват в частни сдружения. Финансиране от страна на държавата липсва. Така се появява и автомобилният спортен клуб „Руди“, които се съсредоточава в картинг шампионата.
В последните години на соц. режима и зората на демокрацията, клубът активно развива дейността си в картинг спорта. За периода от 1988 до 1997 година през сдружението са преминали над 30 пилота. Техни треньори тогава са Кирил Петров и Павел Петров. Именно в този период първи стъпки в автомобилния спорт правят и двамата братя, синове на Кирил – Петър и Радко Петрови.
АСК Вромос е първият частен клуб – организатор на кръг от национален шампионат по автомобилизъм.
В периода от 2000 година до настоящия момент през клуба са преминали над 50 пилота. Клуба се развива във всички посоки на автомобилизма като има участници в националния пистов, планински, раликрос и дамски шампионат. Към момента АСК „Вромос“ е най-големият автомобилен клуб в България, с най-много действащи състезатели.

## Успехи
Шампионски титли на клуба в България
| Сезон | Носител на отличието | Дисциплина          | Клас             |
| ----- | -------------------- | ------------------- | ---------------- |
| 2019  | Пламен Камбуров      | планинско изкачване | Генерално        |
| 2019  | Пламен Камбуров      | планинско изкачване | 4WD              |
| 2019  | Пламен Камбуров      | планинско изкачване | до 3500 куб. см. |
| 2019  | Пламен Камбуров      | планинско изкачване | Група Е          |
| 2019  | отборно              | планинско изкачване | -                |
| 2018  | Петър Бакалов        | планинско изкачване | RC3              |
| 2017  | Филип Игов           | затворен маршрут    | RC4              |
| 2017  | Павел Шенков         | планинско изкачване | HC5              |
| 2016  | Пламен Камбуров      | затворен маршрут    | Макси            |
| 2015  | Людмил Влахов        | гимкхана            | -                |
| 2014  | Людмил Влахов        | гимкхана            | -                |
| 2009  | Яни Димов            | раликрос            | X2               |
| 2009  | Радко Петров         | раликрос            | до 1600 куб. см. |
| 2006  | Радко Петров         | раликрос            | X2               |
| 2002  | Петър Петров         | затворен маршрут    | A5               |
| 1998  | Антон Бакалов        | затворен маршрут    | A5               |
| 1996  | Румен Костов         | картинг             | FA               |
| 1995  | отборно              | картинг             | -                |
| 1995  | Деан Димов           | картинг             | FA               |
| 1994  | отборно              | картинг             | -                |

## Състезания
- Писта Бургас
- Раликрос Средец
- Раликрос Дебелт
- Гимкхана Поморие
- Гимкхана Средец